# 沙州 (北凉)
沙州，中国十六国时北凉设置的州。
398年，北凉段业设置沙州，治所在敦煌县（今甘肃省酒泉市敦煌县）。下辖敦煌郡、晋昌郡、高昌郡、西域都护。399年，分敦煌郡设置凉兴郡。400年，沙州为西凉占据。420年，沮渠蒙逊重设沙州，改治福禄县（今甘肃省酒泉市肃州区），下辖酒泉郡、晋昌郡、凉兴郡、凉宁郡、新城郡、西海郡、高昌郡、西域都护、骍马护军。421年，北凉灭西凉，敦煌郡、敦煌护军改属沙州。唐契占据晋昌郡。423年，夺回晋昌郡。439年，北魏灭北凉，废除沙州。